# Neobuthus kutcheri
Espèce
Neobuthus kutcheri est une espèce de scorpions de la famille des Buthidae.

## Distribution
Cette espèce est endémique de la région Somali en Éthiopie. Elle se rencontre dans la zone Liben.

## Description
Le mâle holotype mesure 23,00 mm, le mâle paratype 21,50 mm et les femelles paratypes 28,00 et 31,00 mm.

## Étymologie
Cette espèce est nommée en l'honneur de Steven R. Kutcher.

## Publication originale
- Lowe & Kovařík, 2016 : « Scorpions of the Horn of Africa (Arachnida, Scorpiones). Part V. Two New Species of Neobuthus Hirst, 1911 (Buthidae), from Ethiopia and Eritrea. » Euscorpius, no 224, p. 1-46 (texte intégral).